# 大島由香里
大島由香里（1984年1月24日—），女性，出身於神奈川縣平塚市。日本富士電視台新聞播報員。
2007年加入富士電視台，同期入社的有中村光宏和生野陽子。入社以來，播報員工作以新聞報導為中心，是富士電視台其中一位看板新聞女主播。2012年接任秋元優里擔當《News JAPAN》的主持人，特意將自己的長髮剪成短髮。
富士電視台內歌唱力最高的播報員之一，最喜愛的歌手是中森明菜。

## 外部連結
- 富士電視台 大島由香里